# Jedyne wyjście
Jedyne wyjście – powieść Stanisława Ignacego Witkiewicza, pisana w latach 1931–1933 i nieukończona, wydana w 1968 w Warszawie przez Państwowy Instytut Wydawniczy w opracowaniu Tomasza Jodełki-Burzeckiego.
Rękopis Jedynego wyjścia przechowywany jest w bibliotece Zakładu Narodowego im. Ossolińskich we Wrocławiu. Wydanie krytyczne Jedynego wyjścia w opracowaniu Anny Micińskiej, tom 4 „Dzieł zebranych” Stanisława Ignacego Witkiewicza pod redakcją Janusza Deglera, zostało wydane przez Państwowy Instytut Wydawniczy w 1993.
Witkiewicz przerwał pisanie Jedynego wyjścia po pierwszym tomie. Powieść nie została wydana drukiem aż do 1968, w związku z czym w dwudziestoleciu międzywojennym nie weszła do obiegu literackiego.
Jedyne wyjście utrzymane jest w podobnej poetyce co wcześniejsze powieści Witkiewicza, tj. Pożegnanie jesieni (1927) i Nienasycenie (1930). Różni się jednak od nich zredukowaniem fikcji powieściowej na rzecz poszerzonego dyskursu intelektualnego, zbliżając się miejscami do eseju. Fantastyczna rzeczywistość polityczna stanowi głównie tło do rozważań intelektualnych.
Inne jest także rozłożenie akcentów – problematyka filozoficzno-estetyczna zyskuje przewagę nad zagadnieniami historiozoficznymi. Powieść zawiera krytyczne opinie o Leonie Chwistku, Tadeuszu Boyu-Żeleńskim, Antonim Słonimskim, realizmie w sztuce i literaturze. W rozmowach bohaterów malarstwo wyniesione jest ponad muzykę jako bliższe preferowanej przez Witkiewicza czystej formie. Jednak, zdaniem autora, obie te dziedziny sztuki, a także filozofia, są w stanie schyłkowym.